# Lucien Desvaux
Lucien Desvaux (Montrouge, 2 décembre 1894 - Villeneuve-Saint-Georges, 26 avril 1959) est un ancien pilote automobile français, sur circuits.

## Biographie
Sa carrière en sport automobile s'étale entre 1921 et 1934.
Il débute en 1921 lors du Grand Prix de l'Union Motocycliste de France (U.M.F.) Cyclecars au Mans, à bord d'une Morgan JAP.

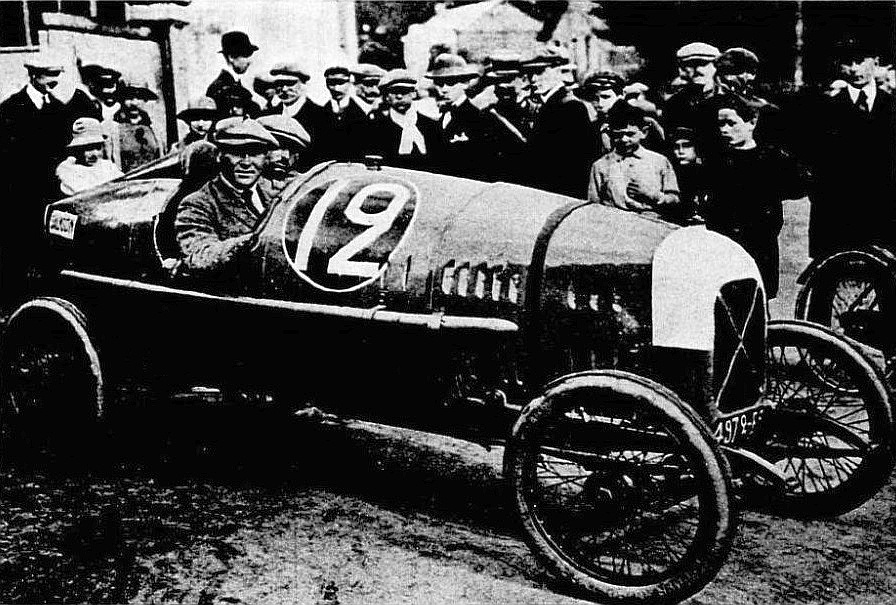
Lucien Desvaux, deuxième du Grand Prix automobile de l'U.M.F. Cyclecars au Mans en 1922 sur Salmson VAL.

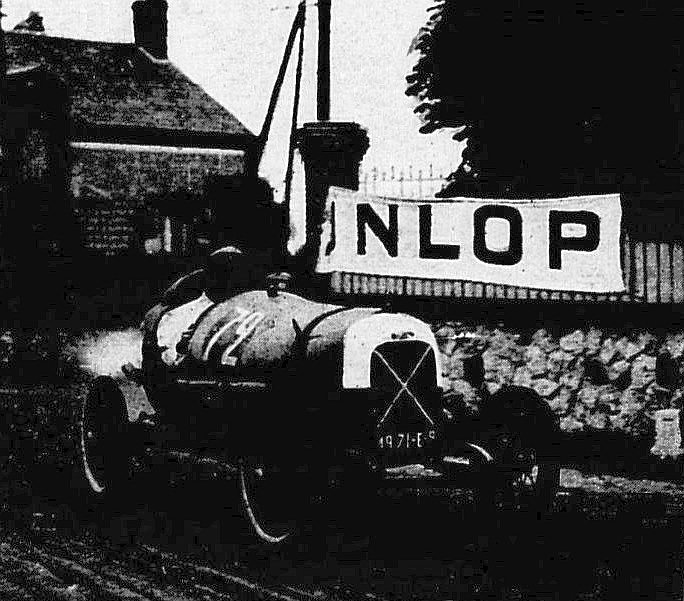
Lucien Desvaux, vainqueur sur cyclecar Salmson 1.1L. du Meeting de Montargis en juillet 1923.

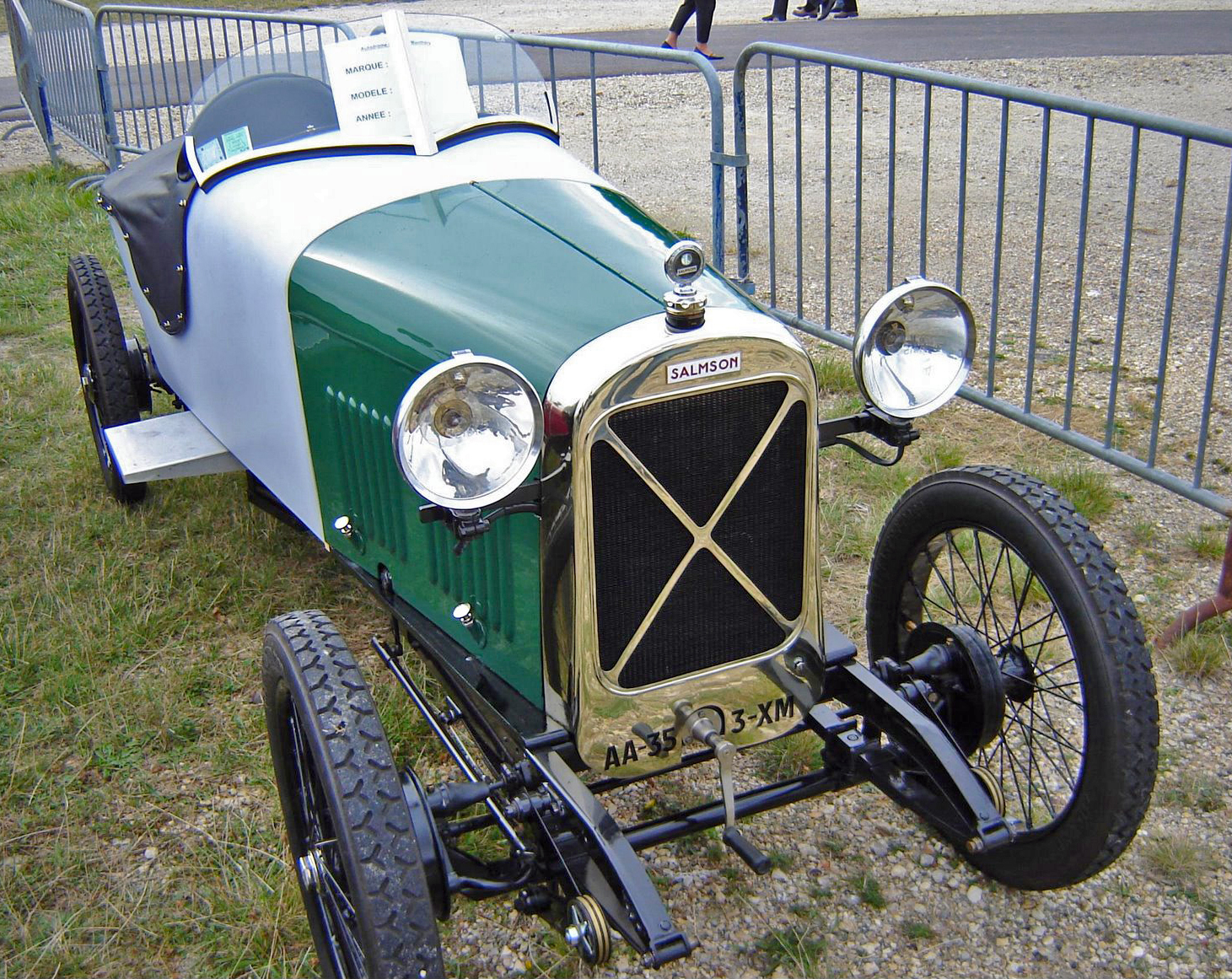
Une voiturette Salmson VAL (version 1923).

La saison suivante il remporte le Grand Prix de Boulogne, sur une voiturette Salmson VAL. Il se classe ensuite avec sa voiture deuxième du Junior Car Club Cyclecar "200" (organisé au circuit de Brooklands), et du Grand Prix de l'U.M.F. Cyclecars (derrière Robert Benoist son partenaire d'équipe, qui démarre lui aussi les compétitions sur quatre roues).
En 1923, il gagne ex æquo le deuxième Bol d'or de Saint-Germain-en-Laye à égalité de tours avec Robert Benoist sur Salmson S4 (tous les deux), puis le Trofeo Armangue Cyclecar de Tarragone sur Salmson GP (devant Benoist) et le Grand Prix du M.C.F. un mois et demi plus tard (toujours en été, et devant Benoist), mais il doit abandonner à Saint-Sébastien. Il remporte le deuxième Grand Prix automobile de Boulogne avec son cyclecar VAL. À Tours, il finit aussi troisième avec la Salmson de la course des voitures de moins de 400 kg mise sur pied lors du Grand Prix de France.
En 1925 il dispute le premier Grand Prix du Comminges sur Thomas Schneider, finissant troisième.
En 1927, il doit abandonner lors de la première édition de la Coupe de la Commission Sportive à Montlhéry sur Lombard AL2.
En 1928, il est quatrième du Grand Prix de France, sur Lombard AL3.
En 1929, il termine quatrième du Grand Prix d'Alger sur une Amilcar.
Il participe en outre cinq fois aux 24 Heures du Mans, se classant à trois reprises, quatrième en 1927 (avec Fernand Vallon sur S.C.A.P., en obtenant la victoire en catégorie 1.5L.), douzième en 1923 avec la Salmson AL, et treizième en 1928 avec l'AL3 de Lombard. En 1925 il n'est pas classé avec Henri Stoffel, et en 1929 il se produit une dernière fois sur B.N.C..
En 1933, il est encore troisième du Grand Prix de Picardie 1.5L., avec une Maserati 26C (8C 1 500 cm3) au circuit de Péronne, puis il effectue une dernière sortie sur voiturette l'année suivante lors de la même épreuve, cette fois avec une Salmson.
(Nota Bene: il ne doit pas être confondu avec Louis Desvaud, neuvième du Grand Prix automobile de La Baule en 1932 sur Amilcar C6, et ayant participé la même année au Grand Prix d'Oran cyclecars sur une Desvaud construite personnellement.)